# Irislav Dolenec
Irislav Dolenec (Vela Luka, 15. siječnja 1921. – Zagreb, 25. listopada 2009.) je hrvatski športaš, športski trener i numizmatičar. Po struci je bio profesor tjelesnog odgoja.

## Životopis
Rodio se je u Veloj Luci 15. siječnja 1921. Bio je atletski reprezentativac i hrvatski rekorder u skoku s motkom. Zaigrao na prvoj i jedinoj međunarodnoj utakmici rukometne reprezentacije NDH u velikom rukometu 14. lipnja 1942. s Mađarskom u Budimpešti. Za jugoslavensku državnu rukometnu reprezentaciju nastupio je 17 puta (reprezentacija u velikom rukometu), a bio je i njezin trener. S rukometnim klubom Zagrebom osvojio je 6 puta jugoslavensko državno prvenstvo, a bio mu je i trener. Bio je i trener košarkaša zagrebačke Lokomotive, švicarske muške rukometne reprezentacije, u Njemačkoj trenirao je športaše u atletici, hokeju na travi, košarci i rukometu. Nakon umirovljenja je postao istaknuti numizmatičar. Pisac je članaka i knjiga o rukometu i numizmatici.
Dolenca je zagrebački list Šport proglasio za najboljeg rukometaša 1944. godine. Dolenec je tad igrao za Concordiju.
Dobitnik je državne nagrada za šport "Franjo Bučar" 2005. godine.